# HD 65810
HD 65810 är en ensam stjärna belägen i den norra delen av stjärnbilden Akterskeppet. Den har en skenbar magnitud av ca 4,61 och är svagt synlig för blotta ögat där ljusföroreningar ej förekommer. Baserat på parallaxmätning inom Hipparcosuppdraget på ca 13,5 mas, beräknas den befinna sig på ett avstånd på ca 240 ljusår (ca 74 parsek) från solen. Den rör sig närmare solen med en heliocentrisk radialhastighet på ca -13 km/s.

## Egenskaper
HD 65810 är en vit till blå stjärna i huvudserien av spektralklass A2 Vn Den har en massa som är ca 2,7 solmassor, en radie som är ca 3,6 solradier och har ca 87 gånger solens utstrålning av energi från dess fotosfär vid en genomsnittlig effektiv temperatur av ca 8 900 K.